# Artelida fuscosericans
Artelida fuscosericans är en skalbaggsart som beskrevs av Leon Fairmaire 1905. Artelida fuscosericans ingår i släktet Artelida och familjen långhorningar.
Artens utbredningsområde är Madagaskar. Inga underarter finns listade.